# Enric Morera i Viura
Enric Morera i Viura (Barcelona, 22 de maio de 1865 - 12 de março de 1942) foi um compositor e músico catalão.

## Carreira
Morera nasceu em Barcelona, mas mudou-se com seu pai, um músico, para Buenos Aires, Argentina, em 1867, onde estudou órgão, trompete e violino. Retornou em 1883 a Barcelona, estudando com Isaac Albéniz e Felip Pedrell. Mais tarde, ele morou por dois anos em Bruxelas antes de retornar à Argentina. Finalmente regressou a Barcelona em 1890 onde se destacou no movimento Catalan Musical Modernism, com por exemplo a ópera La fada (A Fada) em 1897. Fundou o coro "Catalunya Nova". Ele escreveu livros sobre teoria musical, como um "Tratado Prático de Harmonia".
Entre os seus alunos estavam Vicente Asencio, Agusti Grau, Manuel Infante, Xavier Montsalvatge e Carlos Surinach.
A sua música é geralmente de carácter fortemente nacionalista e faz parte do repertório de composições nacionais catalãs. Ele escreveu mais de 800 composições, incluindo canções, uma missa de réquiem, obras líricas, obras sinfônicas, óperas e  poemas sinfônicos.
Embora tenha passado algum tempo na Argentina e na Bélgica, Morera passou a maior parte de sua vida em Barcelona, onde morreu em 1942.
Os papéis pessoais de Enric Morera estão preservados na Biblioteca de Catalunha.

## Obras
Principais composições:
- Dansa del gnoms, 1893
- Introducció a l'Atlántida, symphonic poem, 1893
- Minuet per a quartet de corda, 1889
- Jesús de Nazareth, 1894
- La Fada, Opera, 1897
- L'alegria que passa, 1898
- Missa de rèquiem, 1899
- La nit de l'amor, 1901
- El comte Arnau, 1905
- Bruniselda, 1906
- Empòrium, Opera, 1906
- Don Joan de Serrallonga,1907
- La Santa Espina, 1907
- Cançons populars catalanes harmonitzades, 1910
- Titaina, Opera, 1912
- Tassarba, Opera, 1916
- Concert per a violoncel i orquestra, 1917
- El poema de la Nit i el Dia i de la Terra i de l'Amor, symphonic poem, 1920
- Cançons de carrer, 1926
- La Marieta de l'ullviu, 1926
- La cançó dels catalans, 1930
- El castell dels tres dragons,  1931
- Dotze cançons del Llibre de la Pàtria, 1936